# Abel Matutes (traghetto)
L'Abel Matutes è un traghetto appartenente alla compagnia di navigazione spagnola Baleària.

## Servizio
Varato nel cantiere Lisnave di Setubal con il nome di Abel Matutes ed allestito nel cantiere spagnolo Astillero Barreras di Vigo, viene consegnato il 23 aprile 2010 alla Baleària.
Il 28 aprile salpa dal cantiere di Vigo per Palma di Maiorca, prendendo servizio a partire dal 2 maggio nei collegamenti tra Valencia, Palma di Maiorca e Barcellona.

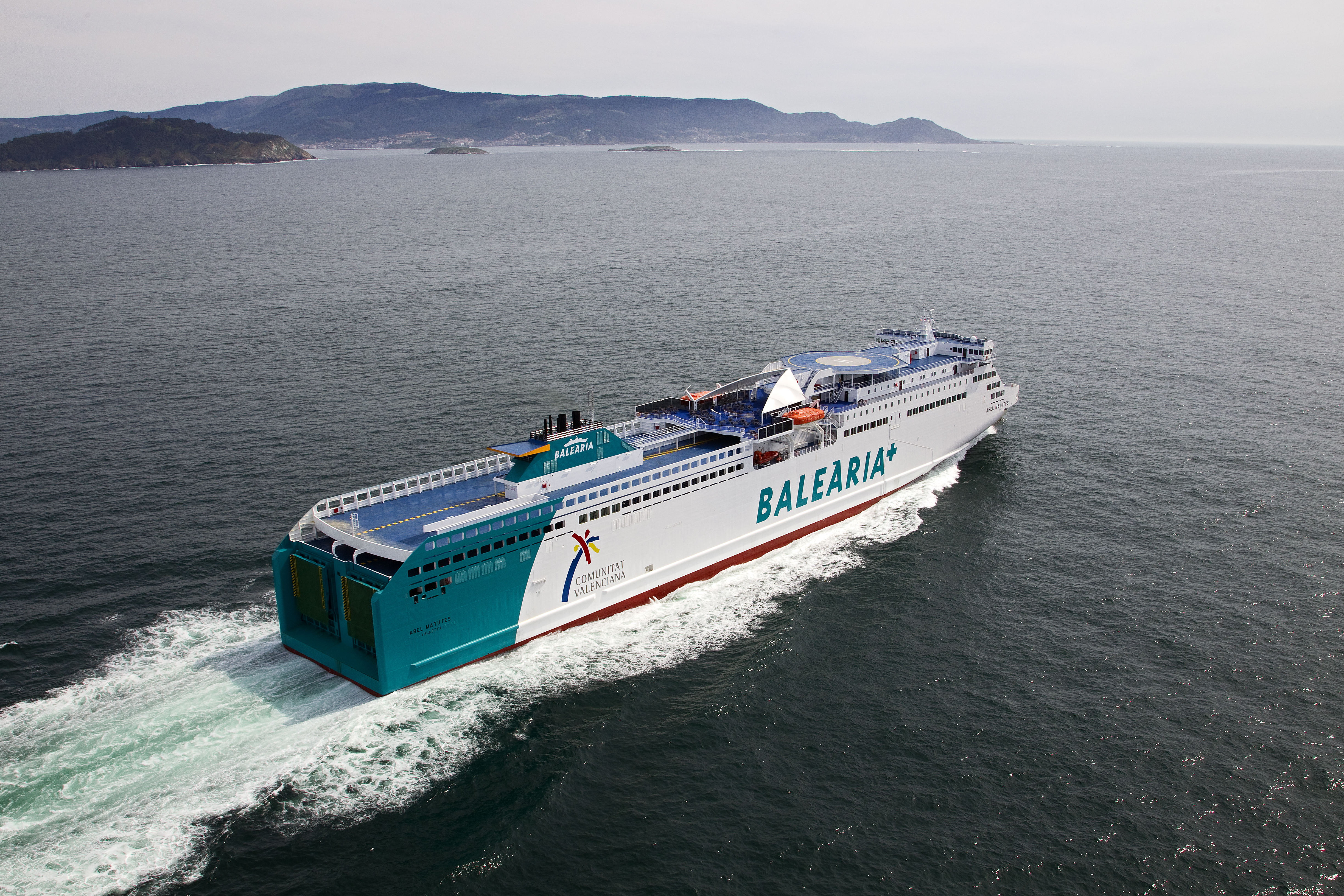
L'Abel Matutes in navigazione da Barcellona a Palma di Maiorca nel 2010.

Da maggio a luglio 2019 viene sottoposto a lavori di rimotorizzazione, durante i quali i vecchi motori vengono sostituiti con nuovi motori dual fuel.